# Cyriopalus wallacei
Cyriopalus wallacei är en skalbaggsart som beskrevs av Francis Polkinghorne Pascoe 1866. Cyriopalus wallacei ingår i släktet Cyriopalus och familjen långhorningar.
Artens utbredningsområde är:
- Sarawak.
- Laos.

Inga underarter finns listade i Catalogue of Life.

## Bildgalleri

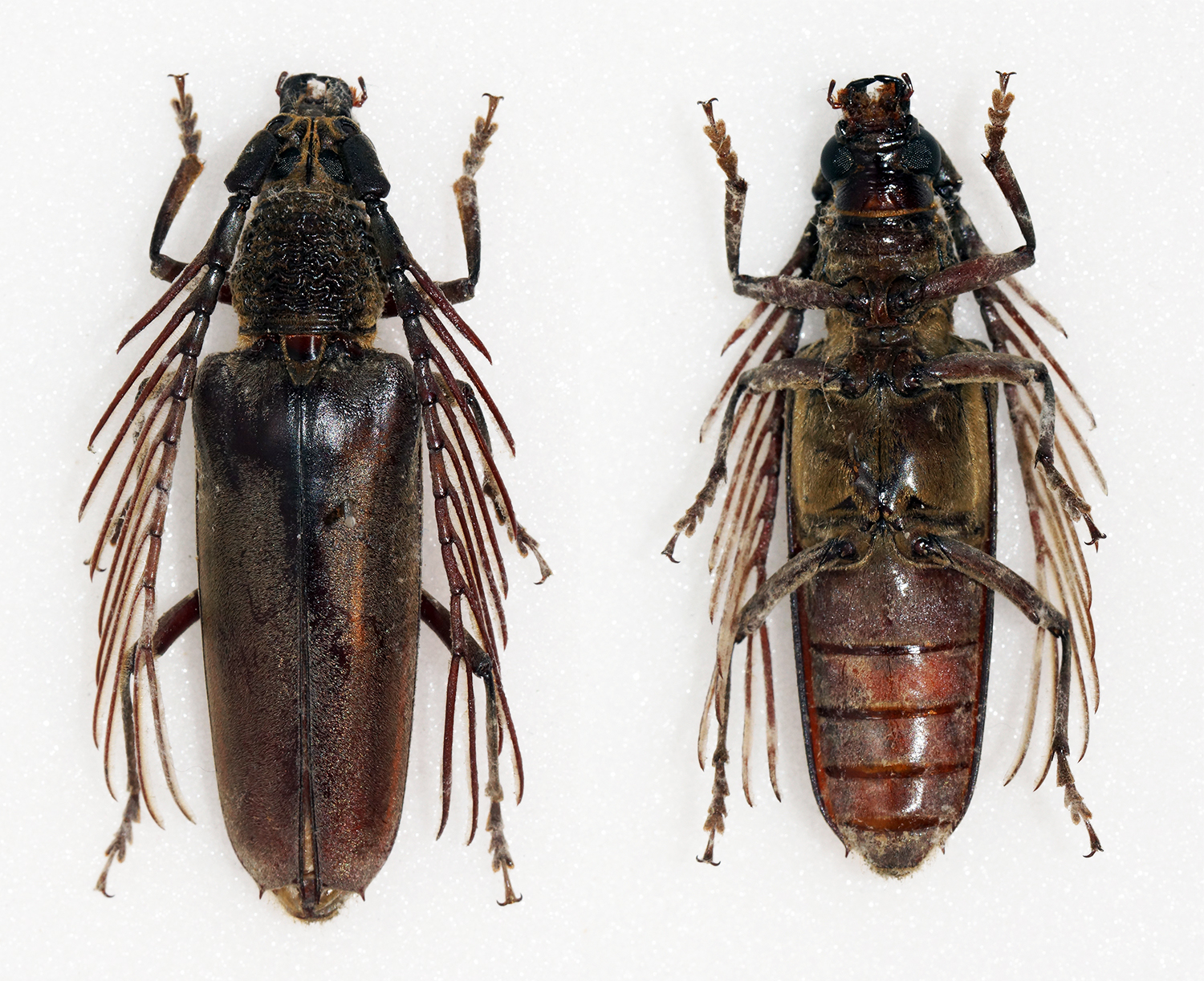
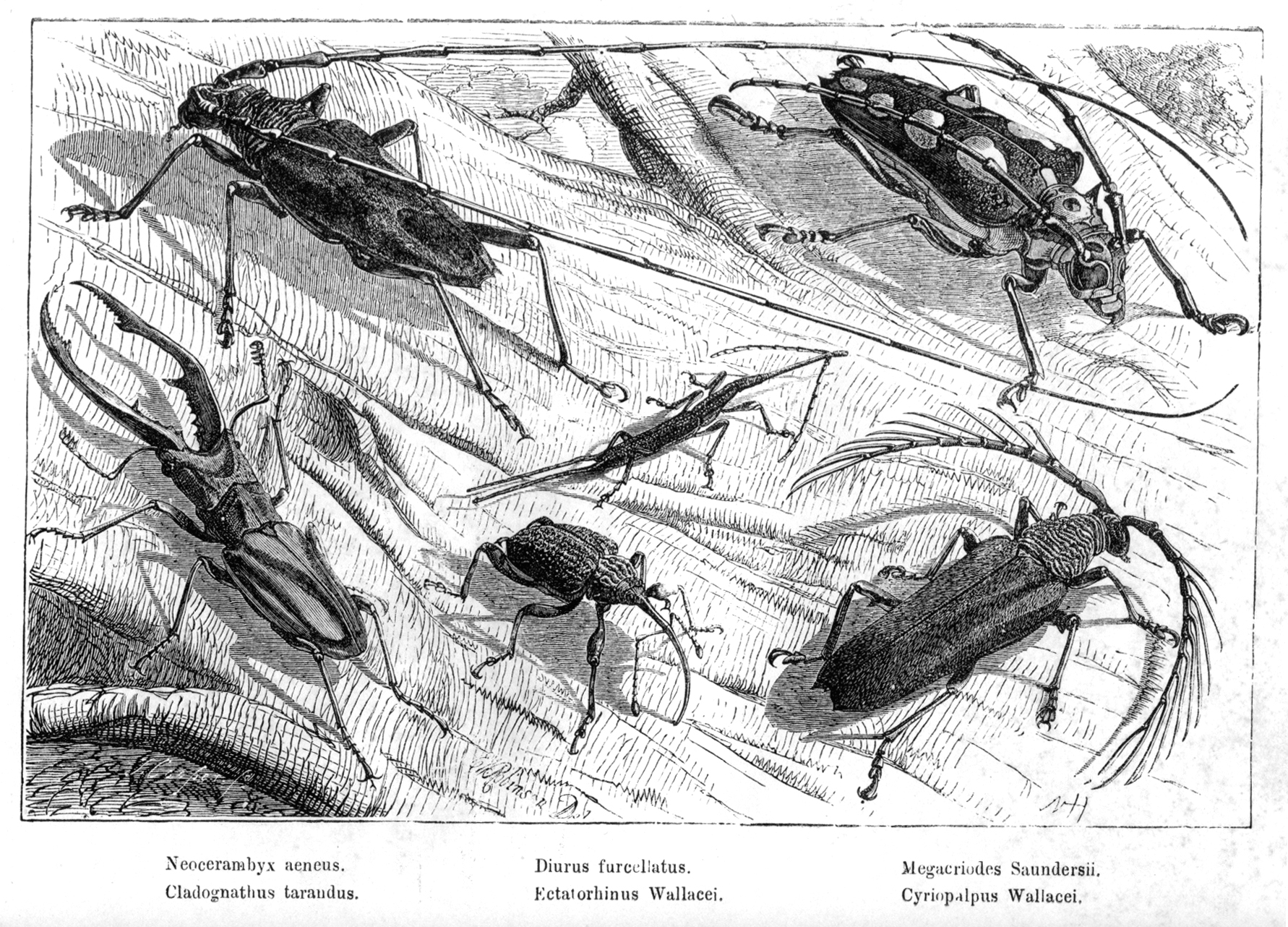